# SC fivois

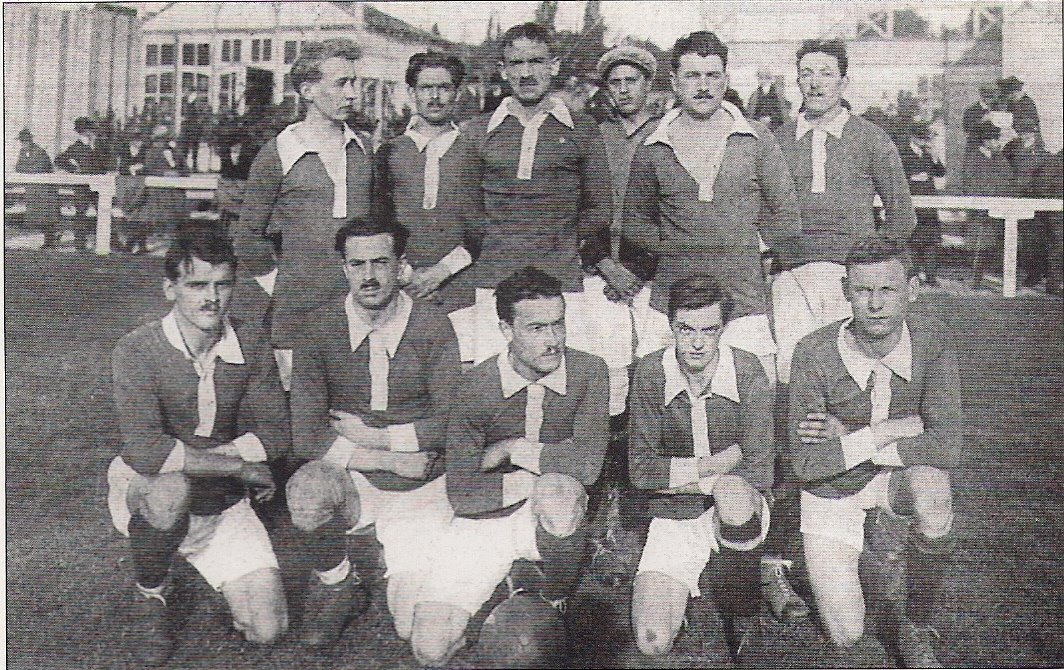
Team van 1922

SC fivois was een Franse voetbalclub uit Fives, een stadswijk van Rijsel (Lille) en werd in 1901 gesticht als Éclair Fivois. De club veranderde zijn naam in SC Fives in 1919.
Voor de start van de Franse competitie in 1932 speelde de club in de hoge profiliga. Tijdens het eerste seizoen werd de club 7de, een jaar later deden ze nog beter toen ze vicekampioen werden. De club bleef tot 1939 in eerste spelen, daarna onderbrak de oorlog de competitie. In 1942-43 vond er ook een competitie plaats waaraan de club deelnam. In 1944 fusioneerde de club met Olympique Lillois om zo de nieuwe club Lille OSC te vormen.